# Patersonia drummondii
Patersonia drummondii är en irisväxtart som beskrevs av Ferdinand von Mueller och George Bentham. Patersonia drummondii ingår i släktet Patersonia och familjen irisväxter. Inga underarter finns listade i Catalogue of Life.